# Bois-Guillaume-Bihorel
Bois-Guillaume-Bihorel var en kommun i departementet departementet Seine-Maritime i regionen Normandie i norra Frankrike. Kommunen låg i kantonen Bois-Guillaume som tillhör arrondissementet Rouen. Området som utgjorde den tidigare kommunen Bois-Guillaume-Bihorel hade 21 107 invånare år 2011.
Kommunen bildades den 1 januari 2012, då kommunerna Bihorel och Bois-Guillaume gick samman. Två år senare, den 1 januari 2014, upphörde kommunen då Bois-Guillaume-Bihorel delades upp i kommunerna Bihorel och Bois-Guillaume återigen.